# Plaza Victoria (Adelaida)
La Plaza Victoria (en inglés: Victoria Square) también conocida como Tarndanyangga, es una plaza pública en la capital de Australia meridional, la ciudad de Adelaida. La plaza se encuentra en el centro de la red de la ciudad de una milla cuadrada.
Las personas Kaurna conocen la zona como Tarndanyangga, que quiere decir "El lugar para soñar con el canguro rojo". El área fue nombrada "Plaza Victoria" por parte del Comité de nomenclatura de calles el 23 de mayo de 1837, en honor de la princesa Victoria, entonces heredera del trono británico. A menos de un mes más tarde, el rey murió y se convirtió en la reina Victoria. En línea con el reconocimiento del Consejo de la ciudad de Adelaida del "país Kaurna", la zona se conoce oficialmente como Plaza Victoria / Tarndanyangga.
Hay estatua de la reina Victoria en el centro de la plaza.